# 俗職議員
俗職貴族（英語：Lord Temporal）是指英國國會上議院眾貴族中，並非從神職職位獲得議席的世俗成員。他們可以是世襲貴族，或者是終身貴族，雖然世襲貴族的議員席位權利，已於1999年上議院改革而削減至92個。而這個稱呼是用於將因為成為英國國教會主教而獲得上議院議席的神職貴族分別出來。